# Pucará de Punta Brava
El Pucará de Punta Brava es un monumento histórico de carácter arqueológico localizado en el curso de deyección de la quebrada homónima, en la comuna de Tierra Amarilla, Región de Atacama, Chile. Se ubica a 61 km al este de la ciudad de Copiapó, y es considerado como uno de los sitios arqueológicos más importantes de la zona.
Pertenece al conjunto de monumentos nacionales de Chile desde el año 1982 en virtud del Decreto supremo 2558 del 13 de julio del mismo año; se encuentra en la categoría «Monumentos Históricos».

## Historia
El pucará —del quechua fortaleza o cerro fortificado— es un conjunto de edificaciones de carácter minero prehispánico en piedra ubicada en el área de Punta Brava, y que contiene también algunos exponentes adscritos al arte rupestre. Representa uno de los escasos exponentes del proceso de transculturación incaica de la zona y está conformada por varias estructura de uso habitacional, además, «en el centro de la quebrada se ubican 3 a 4 estructuras de las cuales una llama la atención por estar orientada sobre una gran plataforma de más o menos 70 cm de altura, encontrándose en el centro de ésta una escala confeccionada con piedras y en sistema piramidal de data probablemente incaica».